# Suicide booth
De Stop'n'Drop suicide booth is een fictieve machine voor het plegen van zelfmoord. Dit soort machines komen in verschillende media voor, waaronder de animatieserie Futurama en de Japanse manga Gunnm/Battle Angel Alita. Soortgelijke kamers voor zelfexecutie kwamen ook voor in een aflevering van de originele Star Trek-serie.
Het concept voor een zelfmoordkamer gaat terug tot het verhaal "The Repairer of Reputations" van Robert W. Chambers, geschreven in 1895. Hierin opent de gouverneur van de staat New York de eerste "Government Lethal Chamber" in de stad New York in de toekomst (1920), als reactie op de wetten tegen zelfmoord. Hierin kunnen mensen op een legale manier een einde maken aan hun leven.

## Futurama
In de wereld van Futurama, een televisieserie over de wereld in de 31e eeuw, staan suicide booths op vrijwel elke straathoek. Ze zien eruit als een gewone telefooncel, maar dan zonder ramen. Ze kosten 25 cent om te gebruiken. De machines hebben twee opties om iemands leven te beëindigen: “snel en pijnloos” en “langzaam en gruwelijk”. De eerste optie werd enkel gezien van buiten de machine. Er was even een grote lichtflits, en daarna niets meer. Dit suggereert dat “snel en pijnloos” een vorm van desintegratie is. Bij “langzaam en gruwelijk” wordt de persoon die de machine gebruikt in stukken gesneden door verschillende bijlen, messen, zagen en boren.
Nadat de executie is uitgevoerd bedankt een computerstem de – overleden – klant voor het gebruiken van de machine. De suicide booths bestaan in de serie sinds 2008.
De machine was voor het eerst te zien in de pilotaflevering, toen Fry, hoofdpersoon in de serie, de machine aanzag voor een telefooncel. Hij ontmoette hier ook Bender, die op het punt stond de machine ook te gebruiken. De twee selecteerden per ongeluk “langzaam en gruwelijk”, maar overleefden dit door de wapens te ontwijken.

## Star Trek
In de Star Trek: The Original Series-aflevering "A Taste of Armageddon" mochten mensen die volgens de overheid van Eminiar VII oorlogsslachtoffers waren, gebruikmaken van een suicide booth. Een oorlog wordt door deze overheid vooraf berekend met computers en mensen die volgens de computer om zouden komen in een oorlog worden via suicide booths geëxecuteerd. Aan het eind van de aflevering worden de computers vernietigd.

## In andere verhalen
In Robert Sheckleys Immortality, Inc. (1958) wordt de hoofdpersoon wakker in een voor hem vreemde toekomst. Hij belandt in een wachtrij, en ontdekt tot zijn verbazing dat deze mensen in de wacht staan voor een suicide booth. Deze suicide booths zijn gratis te gebruiken.
In Ivan Efremovs roman The Bull's Hour (1968) werd een soortgelijk idee van suicide booths toegepast als de Palaces of tender death. Ze worden vaak gebruikt op de planeet Tormance om de overbevolking tegen te gaan.
Kurt Vonneguts „purple-roofed Ethical Suicidal Parlors” verschenen in verschillende verhalen: Welcome to the Monkey House en God Bless You, Mr. Rosewater. 
Zelfmoordkamers om mensen een 'plezierige' vorm van euthanasie te bieden komen voor in de film Soylent Green.
In het boek Wyst, Alastor 1716 van Jack Vance zijn er op de kermis van de hoofdstad diverse gelegenheden waar men zich van het leven kan beroven.
In de The Tripods-trilogie van John Christopher komt een Place of Happy Release voor waar gehersenspoelde menselijke slaven zelfmoord kunnen plegen als ze hun buitenaardse meesters niet meer kunnen dienen.

## In werkelijkheid
Wat waarschijnlijk het dichtst in de buurt komt van de fictieve suicide booths is de euthanasiemachine van Philip Nitschke. Deze bevat een programma dat de patiënt een paar vragen stelt, en indien de juiste antwoorden worden gegeven automatisch een dodelijke injectie toedient. Het systeem en de vragen zijn zo opgesteld dat de leverancier van de machine niet verantwoordelijk kan worden gehouden voor de dood van de gebruikers.